# Jan van Druten
Johannes Martinus (Jan) van Druten (Nijmegen, 4 april 1916 - Amsterdam, 18 juli 1993) was een Nederlandse schilder, beeldhouwer en keramist.

## Leven en werk
Van Druten was aanvankelijk caféhouder in Nijmegen. Hij studeerde, met enige onderbrekingen, tussen 1939 en 1949 aan de Rijksakademie van beeldende kunsten in Amsterdam en wijdde zich aan het schilderen. Volgens het Rijksbureau voor Kunsthistorische Documentatie won hij in 1946 de Prix de Rome. Hij was lid van de Algemene Katholieke Kunstenaarsvereniging.
Van Druten kocht in 1963 een onbewoonbaar verklaarde woning in Schellinkhout, dat hij tot woonhuis en atelier liet verbouwen. Vanaf 1965 stapte hij over naar beeldhouwen. Zijn beelden werden na zijn dood verzameld en in bruikleen gegeven aan de gemeente Venhuizen.

## Werken (selectie)
- 1964/2011 Kalfje, Oosterblokker[2]
- 1967 Scheepsjongens van Bontekoe, Hoorn
- 1970 Het Ros Beiaard, Nijmegen[3]
- 1970 Methusalem, Wervershoof[4]
- 1975 Tegeldecoraties gymzaal, Beethovensingel, Alkmaar
- 1976? Gevelkeramiek schoolgebouw, Vondelstraat, Alkmaar
- 1976 De bok, Oudega[5]
- 1978 Soudaens Dochterken, Wervershoof[6]

## Galerij

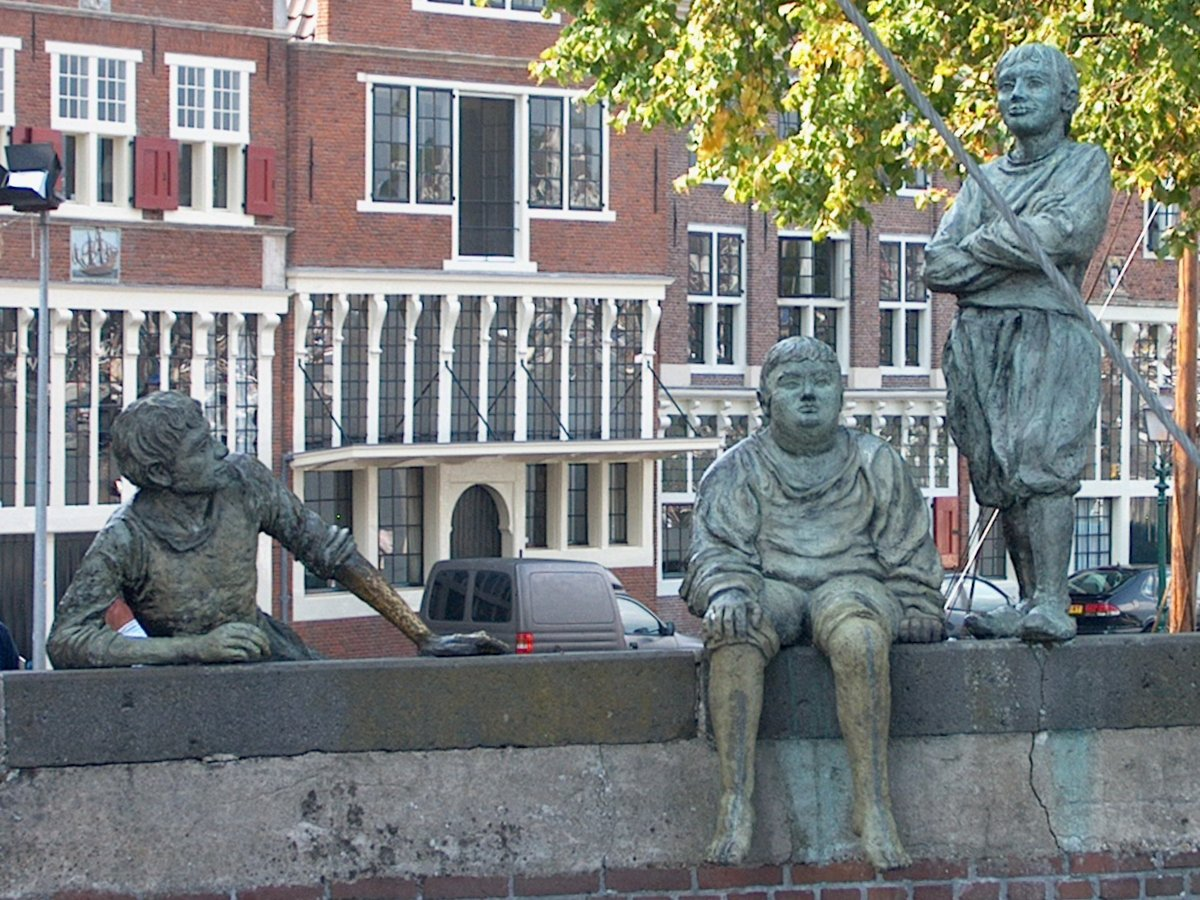
Scheepsjongens van Bontekoe (1967), Hoorn
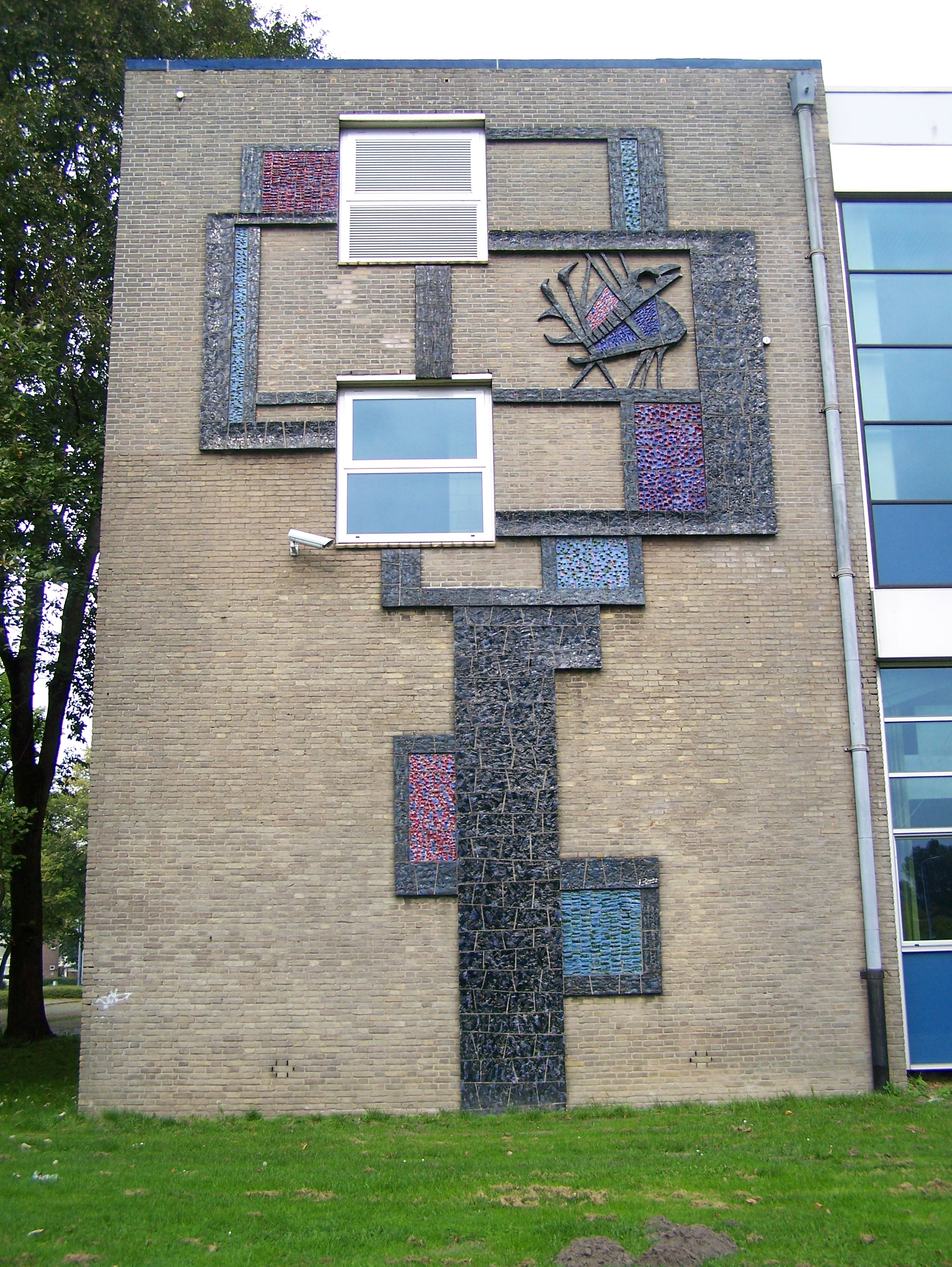
Gevelkeramiek (1976?), Alkmaar